# عصفور الشوك

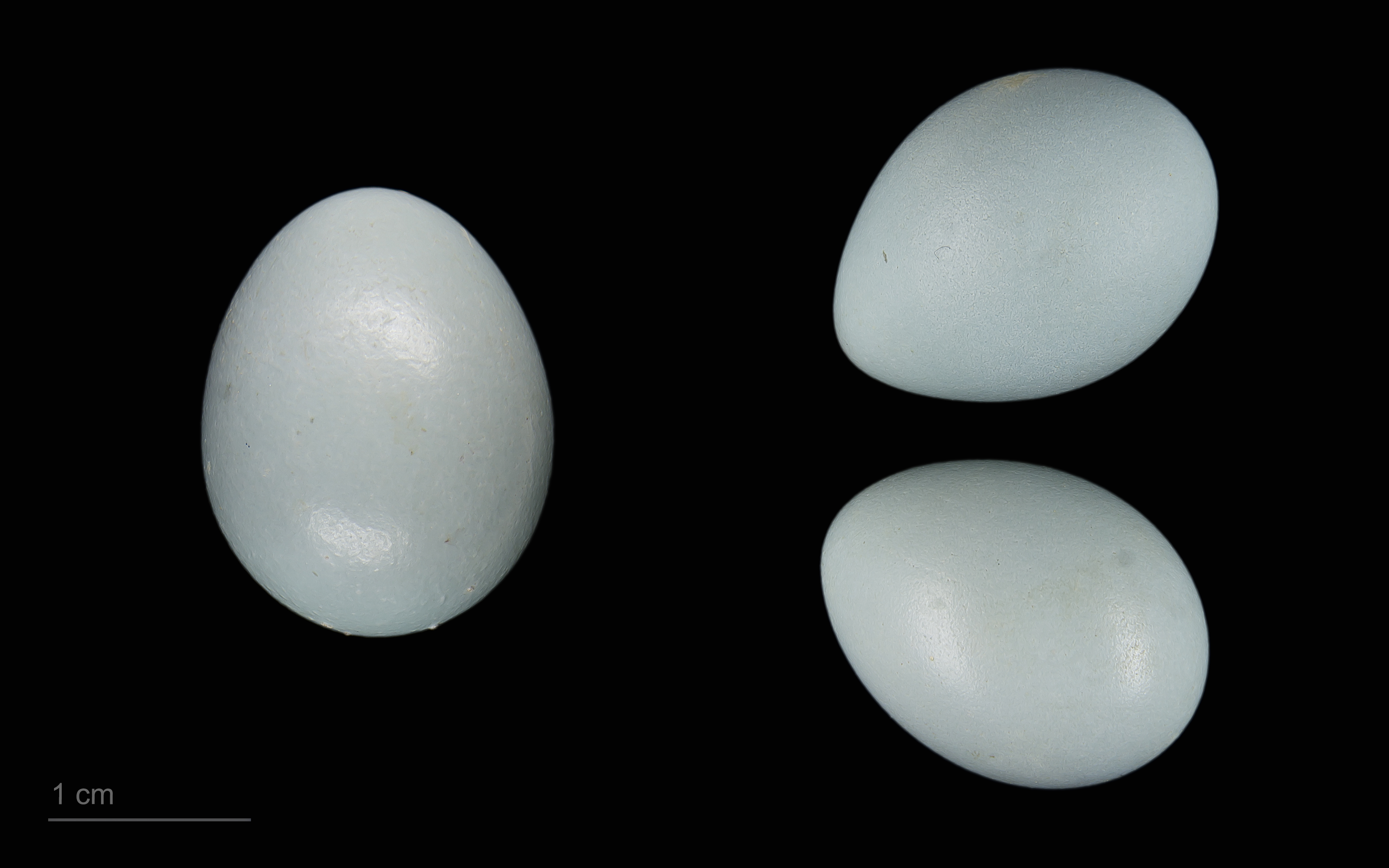
Cuculus canorus canorus + Prunella modularis

عصفور الشوك (الاسم العلمي: Prunella  modularis) (بالإنجليزية: Dunnock)‏ هو طائر ينتمي إلى (فصيلة: Prunellidae).